# Kailuka
Koordinaten: 58° 15′ N, 22° 42′ O
Kailuka ist ein Dorf (estnisch küla) auf der größten estnischen Insel Saaremaa. Es gehört zur Landgemeinde Saaremaa (bis 2017: Landgemeinde Pihtla) im Kreis Saare.

## Geschichte, Einwohnerschaft und Lage
Das Dorf wurde erstmals 1520 unter dem Namen Kauszkulle urkundlich erwähnt. Es war damals von Schweden bewohnt.
Das Dorf hat 64 Einwohner (Stand 31. Dezember 2011). Es liegt nahe der Ostküste der Halbinsel Vätta (Vätta poolsaar) an der Ostsee-Bucht Sutu (Sutu laht). Die Entfernung zur Inselhauptstadt Kuressaare beträgt zwölf Kilometer.
Östlich des Dorfkerns liegt ein ehemaliger Fischereihafen, der in der Zeit der Estnischen SSR für das örtliche Fischkombinat von Bedeutung war.